# Йоанис Гривас
Йоанис Гривас (на гръцки: Ιωάννης Γρίβας) е гръцки юрист.
Роден е на 23 февруари 1923 година в Като Титорея, Фтиотида. Завършва право в Атинския университет и от 1954 година е съдия. През 1975 година е съдия в Процесите срещу гръцката хунта. От 1979 година е член на Върховния съд, а през 1989 – 1990 година е негов председател. В това качество през октомври-ноември 1989 година е министър-председател начело на служебно правителство.
Йоанис Гривас умира на 27 ноември 2016 година в Атина.